# Chiggy Wiggy
«Chiggy Wiggy» es una canción promocional para la pelícyla Blue de la cantante australiana de música popdance Kylie Minogue y Sonu Nigam, los coros los hace Suzanne D'Mello. La canción es compuesta por A.R. Rahman. La canción hizo a Kylie la primera artista no-india en llegar a la primera posición de las listas de la India.
- Datos: Q5766173